# 지미 오
지미 오(Jimmy O, 1974년 3월 9일 ~ 2010년 1월 12일)은 미국의 랩퍼이다. 본명은 Jean Jimmy Alexandre.
2010년 1월 12일 아이티의 수도 포르토프랭스의 시내에서 자신의 차로 이동하던 중 2010년 아이티 지진이 일어나 차가 붕괴되어 사망하였다.